# Patrik Hrošovský
Patrik Hrošovský (ur. 22 kwietnia 1992 w Prievidzy) – słowacki piłkarz grający na pozycji ofensywnego pomocnika. Od 2019 roku jest zawodnikiem belgijskiego klubu KRC Genk.

## Kariera klubowa
Swoją karierę piłkarską Hrošovský rozpoczął w klubie Mesto Prievidza, w którym trenował w drużynie juniorów w latach 1998–2007. W 2007 roku podjął treningi w AAC Trenčín, a w 2009 roku został zawodnikiem Viktorii Pilzno. W 2011 roku został wypożyczony do drugoligowego Baníka Sokolov. Zadebiutował w nim 4 marca 2012 w przegranym 1:2 wyjazdowym meczu z 1. FC Brno. W Baníku spędził pół roku.
Sezon 2012/2013 Hrošovský spędził FK Ústí nad Labem. Swój debiut w nim zaliczył 5 sierpnia 2012 w przegranym 0:1 wyjazdowym spotkaniu z FK Varnsdorf. W Ustí nad Labem był podstawowym zawodnikiem.
Latem 2013 Hrošovský ponownie został wypożyczony, tym razem do pierwszoligowego 1. SC Znojmo. Zadebiutował w 19 lipca 2013 w zremisowanym 1:1 wyjazdowym meczu z Duklą Praga. W Znojmo, które w sezonie 2013/2014 spadło z ligi, spędził pół roku.
Na początku 2014 roku Hrošovský wrócił do Viktorii Pilzno. 2 marca 2014 zaliczył w niej swój ligowy debiut, w wygranym 3:2 domowym meczu z 1. SC Znojmo. W sezonie 2013/2014 wywalczył z Viktorią wicemistrzostwo Czech, a w sezonie 2014/2015 został z nią mistrzem kraju. W sezonie 2015/2016 wywalczył mistrzostwo, w sezonie 2016/2017 – wicemistrzostwo, w sezonie 2017/2018 – mistrzostwo, a w sezonie 2018/2019 – wicemistrzostwo Czech.
Latem 2019 roku przeszedł do aktualnego mistrza Belgii KRC Genk. Zadebiutował w nim 23 sierpnia 2019 w wygranym 1:0 domowym meczu z Anderlechtem. W sezonie 2020/2021 zdobył z Genkiem Puchar Belgii oraz został wicemistrzem tego kraju.

## Statystyki kariery
(aktualne na dzień 8 grudnia 2017)
| Sezon   | Klub              | Kraj   | Rozgrywki       | Mecze | Bramki |
| ------- | ----------------- | ------ | --------------- | ----- | ------ |
| 2011/12 | Viktoria Pilzno   | Czechy | I liga          | 0     | 0      |
| 2011/12 | Baník Sokolov     | Czechy | II liga         | 13    | 0      |
| 2012/13 | FK Ústí nad Labem | Czechy | II liga         | 28    | 3      |
| 2013/14 | 1. SC Znojmo      | Czechy | I liga          | 14    | 4      |
| 2013/14 | Viktoria Pilzno   | Czechy | I liga          | 12    | 2      |
| 2014/15 | Viktoria Pilzno   | Czechy | I liga          | 28    | 0      |
| 2015/16 | Viktoria Pilzno   | Czechy | I liga          | 26    | 1      |
| 2016/17 | Viktoria Pilzno   | Czechy | I liga          | 25    | 1      |
| 2017/18 | Viktoria Pilzno   | Czechy | I liga          | 28    | 2      |
| 2018/19 | Viktoria Pilzno   | Czechy | I liga          | 35    | 5      |
| 2019/20 | Viktoria Pilzno   | Czechy | I liga          | 4     | 0      |
| 2019/20 | KRC Genk          | Belgia | Eerste klasse A | 21    | 1      |
| 2020/21 | KRC Genk          | Belgia | Eerste klasse A | 30    | 2      |

## Kariera reprezentacyjna
Hrošovský grał w młodzieżowych reprezentacjach Słowacji. W dorosłej reprezentacji Słowacji zadebiutował 18 listopada 2014 w wygranym 2:1 towarzyskim meczu z Finlandią, rozegranym w Żylinie.